# Lietkabelis Panevėžys
Der Lietkabelis Panevezys ist ein litauischer Basketballverein. Er existiert seit 2007 als Nachfolger von Panevėžio Panevėžys, einem der ältesten litauischen Basketballvereine (gegründet 1964 als Lietkabelis). Der Hauptsponsor ist das litauische Unternehmen AB Lietkabelis, der größte baltische Hersteller von isolierten elektrischen Drähten und Kabeln. 

## Aktueller Kader
| Nr. | Nat.                    | Name                    | Position | Geburt     | Größe  | Info |
| --- | ----------------------- | ----------------------- | -------- | ---------- | ------ | ---- |
| 2   | Litauen                 | Dovis Bičkauskis        | Guard    | 05.09.1993 | 190 cm |      |
| 10  | Litauen                 | Vytenis Lipkevičius     | Forward  | 19.05.1989 | 198 cm |      |
| 12  | Litauen                 | Gabrielius Maldūnas     | Center   | 19.04.1993 | 204 cm |      |
| 13  | Litauen                 | Martynas Varnas         | Guard    | 21.01.1997 | 196 cm |      |
| 17  | Litauen                 | Mantas Rubštavičius     | Guard    | 06.05.2002 | 198 cm |      |
| 35  | Litauen                 | Danielius Lavrinovičius | Center   | 22.01.1999 | 206 cm |      |
| 77  | Litauen                 | Paulius Danusevičius    | Forward  | 08.05.2001 | 206 cm |      |
|     | Vereinigte Staaten      | Trey Drechsel           | Guard    | 27.07.1996 | 198 cm |      |
|     | Litauen                 | Nojus Kulieša           | Guard    | 13.02.2005 | 185 cm |      |
|     | Estland                 | Kristian Kullamäe       | Guard    | 25.05.1999 | 194 cm |      |
|     | Vereinigte Staaten      | Jamel Morris            | Guard    | 14.11.1992 | 193 cm |      |
|     | Kanada                  | Fardaws Aimaq           | Forward  | 06.01.1999 | 211 cm |      |
|     | Bosnien und Herzegowina | Lazar Mutic             | Forward  | 06.01.1999 | 200 cm |      |
|     | Vereinigte Staaten      | Augustine Rubit         | Forward  | 14.08.1989 | 203 cm |      |

| Nat.    | Name        | Position   |
| ------- | ----------- | ---------- |
| Serbien | Nenad Čanak | Head Coach |

| Abk. | Bedeutung                       |
| ---- | ------------------------------- |
| Nr.  | Trikotnummer                    |
| Nat. | Nationalität                    |
| C    | Mannschaftskapitän              |
| S    | Suspension                      |
|      | Verletzungsbedingte Inaktivität |

## Namen
- 1964–1996: Panevėžio Lietkabelis
- 1996–1999: Panevėžio Kalnapilis (Sponsor Kalnapilis)
- 1999–2000: Panevėžio Sema (Sponsor Sema)
- 2000–2001: Panevėžio Panevėžys
- 2001–2003: Panevėžio Malsena (Sponsor Malsena)
- 2003–2004: Panevėžio Aukštaitija
- 2004–2007: Panevėžio Panevėžys
- 2007–2012: Panevėžio Techasas (Sponsor Techasas Trade)
- 2012–2022: Panevėžio Lietkabelis
- 2022–2025: Panevėžio 7bet–Lietkabelis
- seit 2025: Panevėžio Lietkabelis

## Erfolge
LKL
- 2007/08, 9. Platz
- 2008/09, 10. Platz
- 2009/10, 6. Platz

Baltic Basketball League (BBL)
- 2007/08, 4. Platz, BBL Challenge Cup
- 2008/09, 7. Platz BBL Challenge Cup
- 2009/10, 3. Platz BBL Challenge Cup

## Ehemalige Spieler
- Marius Kasiulevičius
- Gytis Sirutavičius
- Vaidas Trepočka
- Mindaugas Sakalauskas
- Aidas Viskontas